# Röyhiönjärvi
Röyhiönjärvi är en sjö i kommunen Ikalis i landskapet Birkaland i Finland. Sjön ligger 112,9 meter över havet. Arean är 88 hektar och strandlinjen är 10,89 kilometer lång. Sjön  ingår i Kumo älvs huvudavrinningsområde.   Den ligger omkring 49 km nordväst om Tammerfors och omkring 210 km nordväst om Helsingfors. 